# Église Saint-Nicolas-de-Tolentino de Naples
L'église Saint-Nicolas-de-Tolentino est une église de Naples donnant sur le cours Victor-Emmanuel. Elle est consacrée à saint Nicolas de Tolentino (1245-1305).

## Histoire
L'église est fondée en 1618 dans une zone où se trouvait l'un des palais du conseiller royal Scipione de Curtis dont il fit don aux augustins pour la construction d'une infirmerie.
À cause des conséquences de l'éruption du Vésuve de 1631, les augustins sont obligés de quitter Resina et de transférer ici le noviciat de leur ordre. L'église et son couvent sont donc agrandis et les frères connaissent une période de développement. Ils sont expulsés par le gouvernement de Joachim Murat. Quelques années plus tard, le couvent est donné en gestion aux chartreux de San Martino, puis il est acquis par les pères lazaristes en 1836, mais ces derniers sont à leur tour expulsés en 1860, lorsque les garibaldiens chassent les Bourbons pour réaliser l'unité italienne. Les lazaristes récupèrent leur couvent et leur église au début du XXe siècle.

## Description

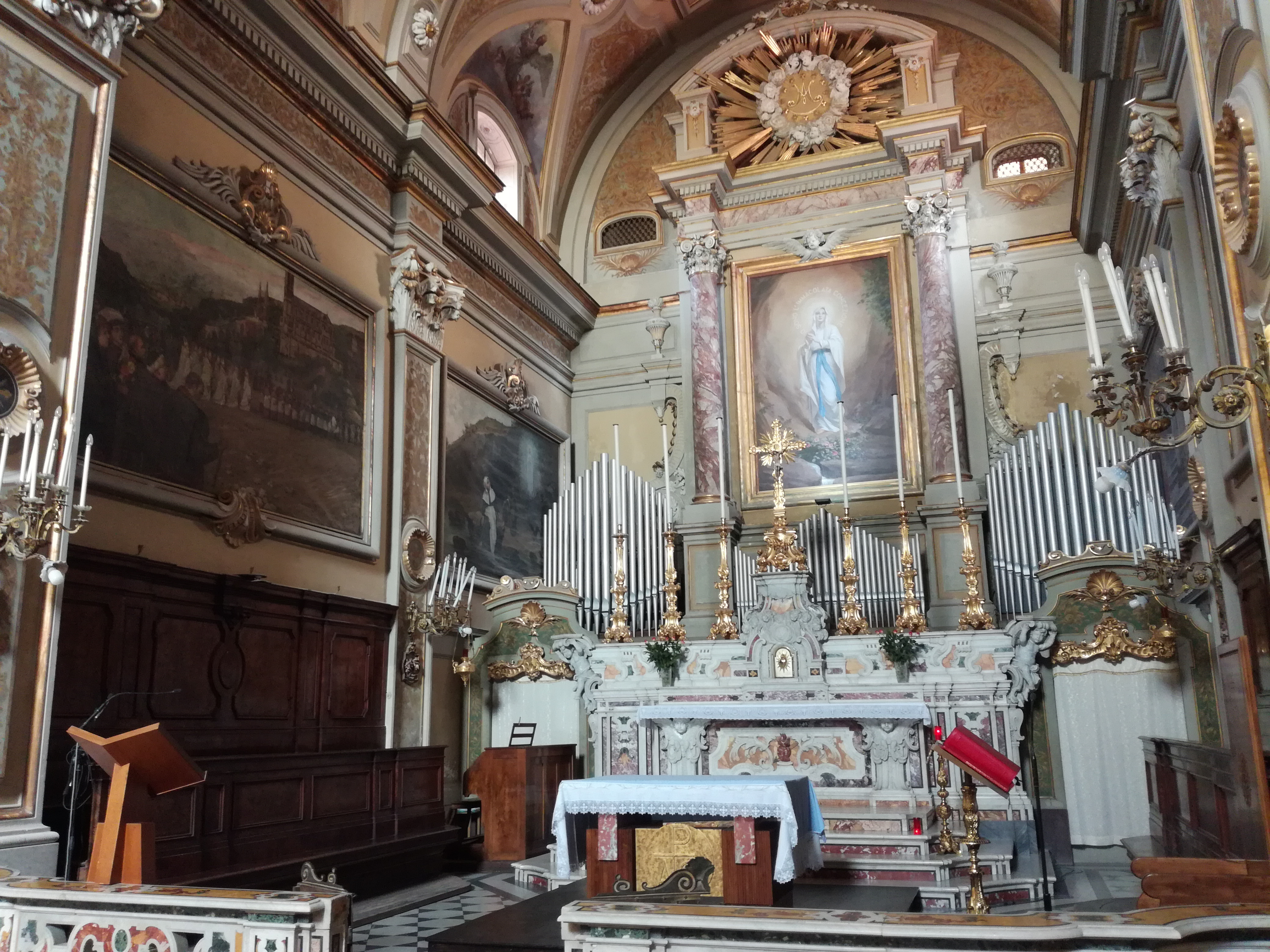
Intérieur.

### Extérieur
Un petit escalier extérieur, très scénographique, mène à l'église qui se trouve tout de suite après un premier escalier, autrefois ouvert par une loggia sur tout le panorama. Les arcades en ont été murées par la suite.
Une série d'inscriptions et d'ex votos de marbre témoignent de la vénération des fidèles napolitains pour Notre-Dame de Lourdes, fort priée à Naples depuis au moins l'année 1873.

### Intérieur
L'intérieur a subi de nombreuses restaurations et remaniements dont l'un des plus importants fut celui de Vaccaro au XVIIIe siècle. Il présente une grande variété de stucs et un pavement de marbre blanc.
Le maître-autel, attribué à Granucci (it), et ceux des chapelles latérales du XVIIIe siècle sont réalisés en marbre. On remarque un tableau de Giuseppe Castellano figurant Saint Joseph à l'Enfant avec saint Janvier et saint Elme, à côté d'une Crucifixion de bois du XVIIIe siècle.
L'église est remaniée à la fin du XIXe siècle avec une série de fresques sur la voûte datant de 1890. Elles sont de la main de Vincenzo Galloppi (it) qui décora aussi l'abside dans un goût orientalisant similaire à celui de Domenico Morelli.
Les parois du chœur sont recouvertes de fresques de Francesco Saverio Altamura et de Bernardo Hay représentant des épisodes des apparitions de Notre-Dame de Lourdes; à gauche de l'abside, se trouve une reproduction de la grotte de Lourdes réalisée en 1875, devant laquelle aimait à prier le médecin saint Giuseppe Moscati (1880-1927) qui fit poser en signe de gratitude à la Vierge de Lourdes un ex voto de marbre, toujours visible.
L'orgue, qui se trouve derrière le maître-autel, est issu de la maison crémonaise Rotelli-Varesi et date de 1958.

## Notes et références

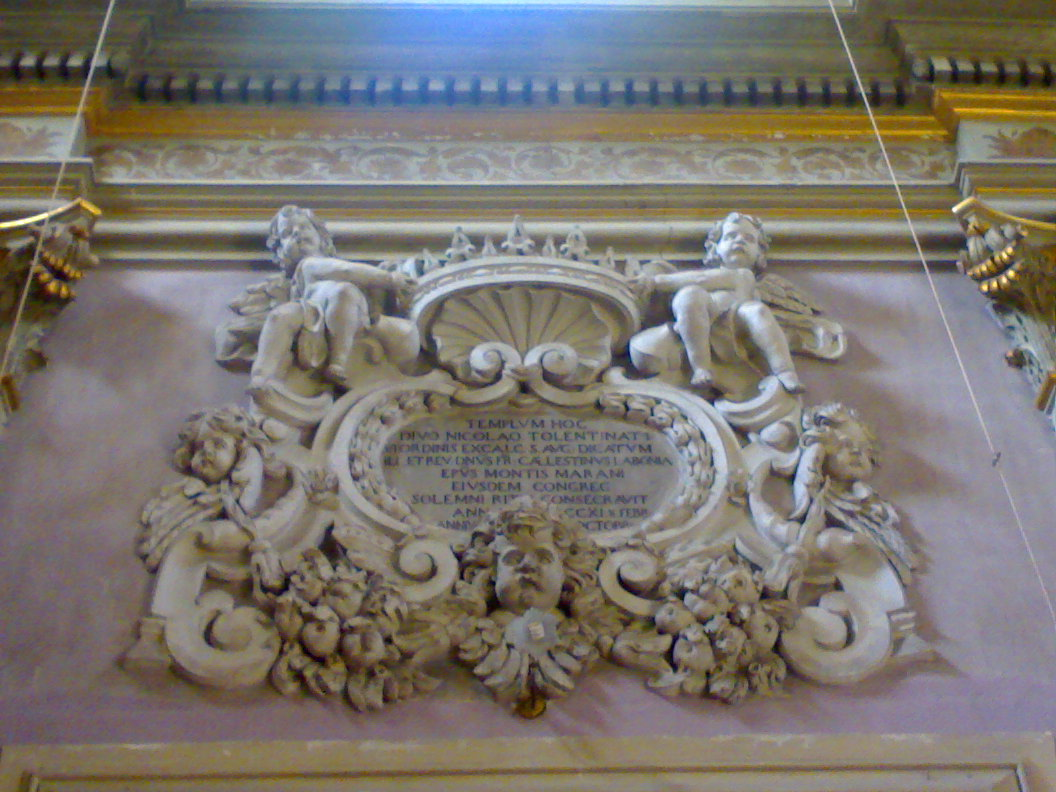
Plaque rappelant l'année de consécration de l'église.

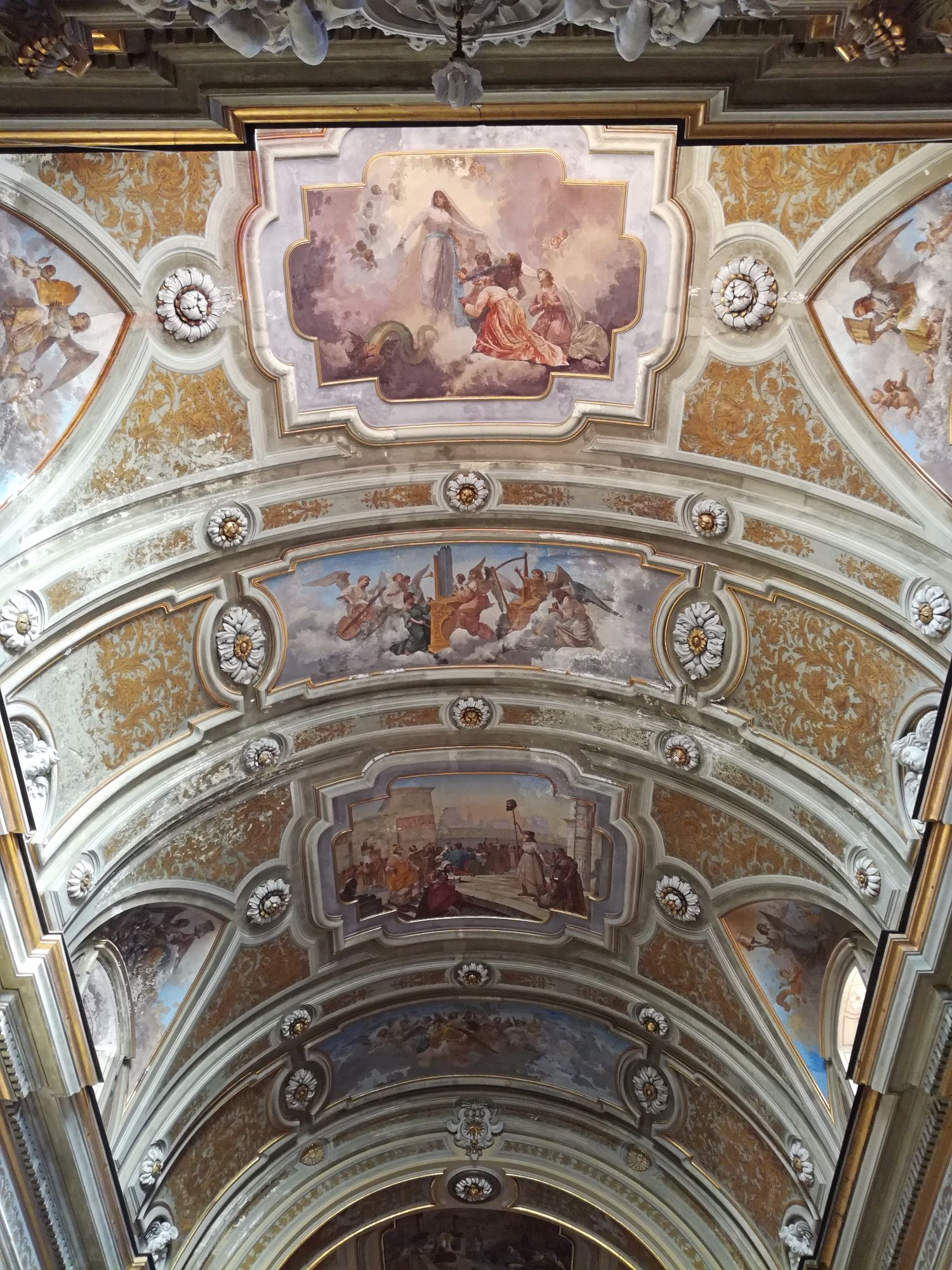
Voûte de l'église.

## Source de la traduction
- (it) Cet article est partiellement ou en totalité issu de l’article de Wikipédia en italien intitulé « Chiesa di San Nicola da Tolentino (Napoli) » (voir la liste des auteurs).